# Visually Perfect Algebraic Method

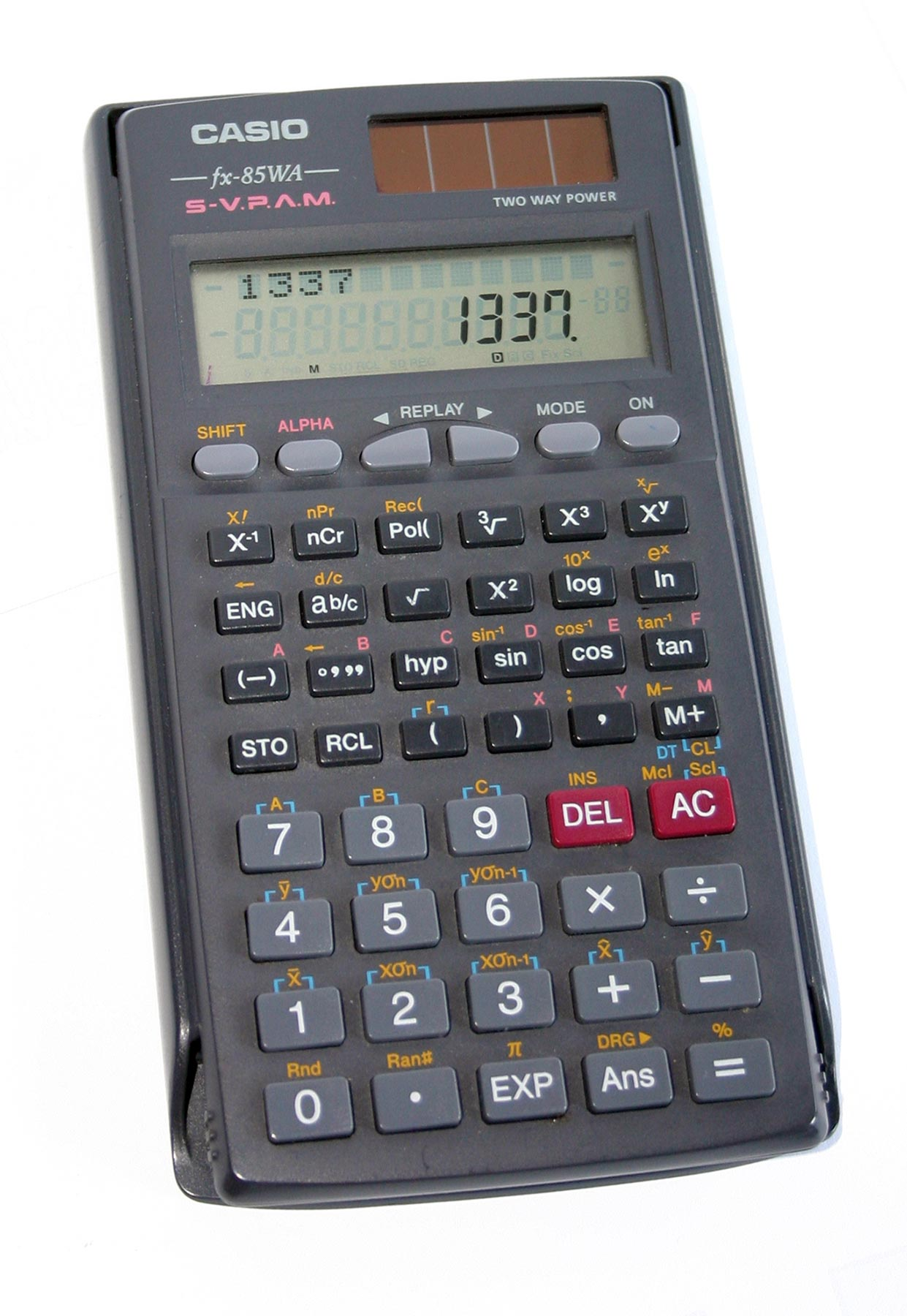
Calculadora Casio que funciona mediante el sistema S-VPAM

El sistema VPAM o v.p.a.m., acrónimo de "Visually Perfect Algebraic Method" (método algebraico visualmente perfecto) es un sistema de notación utilizado en algunos modelos de calculadora. Este sistema cambia la forma de escribir de las calculadoras más antiguas, utilizando un sistema de escritura más parecido al de otros programas matemáticos, y más internacionalizado.
Su sistema de introducción de datos es similar al de la escritura convencional: así, mientras que en una calculadora sin el sistema VPAM, para calcular el coseno de 67° se pulsarían los botones: |6|,|7|,|cos|,|=|, con el sistema VPAM se pulsarán imitando la forma escrita; es decir: |cos|,|6|,|7|,|=|.
En algunos sistemas VPAM, la tecla |=| se sustituye por la tecla |EXE|.

## Sistema SVPAM
Una nueva evolución de este sistema se denomina S-VPAM, SVPAM o S-V.P.A.M., siglas que se corresponden con el acrónimo de "Super Visually Perfect Algebraic Method" (método algebraico visualmente perfecto superior).
Su diferencia con sistema anterior radica en que posee la capacidad de ver las expresiones y los resultados al mismo tiempo. En S-V.P.A.M., la pantalla muestra dos líneas a la vez, permitiendo consultar una expresión con la función Replay, y realizar cambios para a continuación,volver a realizar el cálculo.
- Datos: Q6164027